# البطولة الوطنية التونسية 1985–86
الدوري التونسي لكرة القدم 1985-1986 هو الموسم رقم 31 من الرابطة التونسية المحترفة الأولى لكرة القدم. أفضل 16 ناديا تونسيا يلعبون فيما بينهم ذهابا وإيابا.

فاز بهذا الموسم النجم الرياضي الساحلي، وجاء ثانيا الترجي الرياضي التونسي وثالثا النادي الأفريقي.